# Strehlener Straße (Dresden)
Die Strehlener Straße ist eine Straße in der Dresdner Südvorstadt.

## Beschreibung
Die Strehlener Straße ist eine der ältesten Straßen im Bereich der Dresdner Südvorstadt und trug bis zum 19. Jahrhundert den Namen „Kälberweg“. Dies war der Tatsache geschuldet, dass Marktwege nach Räcknitz und Zschertnitz auf die Strehlener Straße trafen und hier das Vieh zum Markt getrieben wurde. Die Errichtung einer neuen Trasse der Sächsisch-Böhmischen Eisenbahn veränderte die Führung des Weges maßgeblich. So musste ein Teil der Straße nach Süden verlegt werden, weil ein anderer Teil der Straße von der neuen Bahntrasse in Anspruch genommen wurde. Im Jahr 1868 wurde sie weiter ausgebaut. Erst im 19. Jahrhundert wurde die Verbindung nach dem benachbarten Stadtteil Strehlen benannt. Die Strehlener Straße nimmt ihren Ausgang an der Teplitzer Straße und mündet in die Bayrische Straße. Sie kreuzt dabei die Franklinstraße, die Uhlandstraße, die Andreas-Schubert-Straße, die Hochschulstraße und die Fritz-Löffler-Straße.

## Bebauung
Bis zur Zerstörung bei den Luftangriffen auf Dresden 1945 befand sich an der Strehlener Straße das 1872–1875 von Rudolf Heyn im Stil der Neorenaissance errichtete Gebäude des Dresdner Polytechnikums, seit 1890 Technische Hochschule Dresden. Dieses war üppig mit Bauplastik geschmückt, wie mit ionischer und korinthischer Halbsäulen- und Pilasterordnungen, Flachgiebeln, Balustraden und verschiedenen Reliefs.
Von der historischen Bebauung ist nur das denkmalgeschützte Wohnhaus Strehlener Straße 77 erhalten. Das Straßenbild wird heute durch Nachkriegsbauten geprägt. Von 1954 bis 1958 wurde von Richard Paulick und Friedrich Wilhelm Wurm das Gebäude der Fachschule für Eisenbahnwesen erbaut, wobei der an der Strehlener Straße befindliche Klassentrakt den Schwerpunkt der Architektur bildet. An dem vierten Obergeschoss befindliche Fenster und Sgraffitokassetten betonen die Horizontale. Die Gartenfront an der Strehlener Straße hat ein vorgezogenes Treppenhaus mit einer Betonung des Eingangs und einem dominanten Bogenabschluss auf der Höhe des Hauptgesimses. Eine farbig abgesetzte Sonnenuhr unter dem Abschlussbogen bezieht ein dort befindliches Rundfenster ein.
An der Einmündung der Hochschulstraße in die Strehlener Straße wurde der „architektonische Akzent“ des 1952 erbauten Zentralgebäudes der Hochschule für Verkehrswesen (heute: Hochschule für Technik und Wirtschaft Dresden) gesetzt, das vom Hauptbahnhof her besonders ins Auge fällt.
Von 1970 bis 1971 wurde auf dem Grundstück Strehlener Straße 22 nach den Entwürfen der Architekten Harry Schulze und Achim Riebe das achtgeschossige Betriebsgebäude des BMK Kohle und Energie erbaut. Es ist 108 Meter lang und 12 Meter breit und bildet die „Fortsetzung der südlichen Bebauung der Strehlener Straße“. Das Gebäude wurde in der Stahlbetonskelett-Bauweise „VGB“ errichtet, die beiden Treppenhaustürme in Gleitbauweise. Die Fassadenfront ist durch eine „betont horizontale Fassadengliederung“ gekennzeichnet. Diese Gliederung erfolgt durch Brüstungen aus Beton mit Waschbetonoberflächen und Fensterbändern. Das Gebäude ging im Zuge der Übernahme der aus dem BMK Kohle und Energie gegründeten Bau-Union im Jahre 1991 an die Walter Bau AG über. Nach der Insolvenz der Walter Bau AG im Jahre 2005 erwarb der Freistaat Sachsen im Jahr 2013 das Gebäude. Es wird aktuell hauptsächlich durch die Technische Universität Dresden genutzt.